# Semien-Keih-Bahri
Seménawi-Qeyh-Bahri (ሰሜናዊ ቀይሕ ባሕሪ, Mer Rouge septentrionale), est l'une des six régions de l'Érythrée. Elle constitue la partie nord des rivages érythréens de la Mer Rouge, comme l'indique son nom.
Outre sa partie continentale principale, elle comprend aussi des îles, dont l'archipel des Dahlak.
Sa principale ville est le port de Massawa.

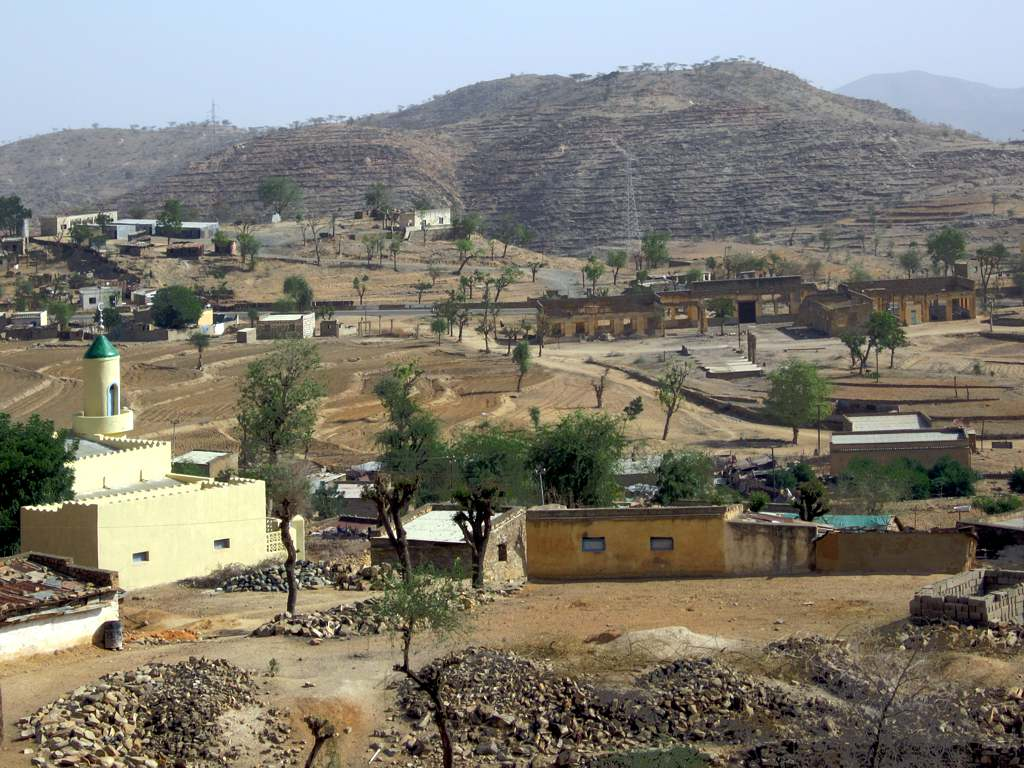
Image d'une ville de la région